# ソルビン酸
ソルビン酸（ソルビンさん、sorbic acid）は不飽和脂肪酸であり、IUPAC名は2,4-ヘキサジエン酸(2,4-hexadienoic acid) である。カビ・酵母・好気性菌に対して静菌効果があり、保存料としてかまぼこなどの魚肉練り製品やソーセージに使用されるほか、カリウム塩であるソルビン酸カリウムがケチャップ・スープ・果実酒・乳酸菌飲料などに使用される。
分子式は C6H8O2、分子量は112.13、融点133.0 - 135.0℃、白色結晶。CAS登録番号は110-44-1。
1859年、ナナカマドの一種 (Sorbus aucuparia) の未熟な果実から発見された。工業的にはクロトンアルデヒドとケテンを反応させてソルビン酸を得ている。
旧厚生省は天然に存在しない添加物に分類している。
静菌効果はpHにより大きく変化し、酸性（pH小）側で強い。食品添加物公定書に食品ごとの使用量上限が定められている。